# Сен-Семфор'ян-ле-Шато
Сен-Семфор'я́н-ле-Шато́ (фр. Saint-Symphorien-le-Château) — колишній муніципалітет у Франції, у регіоні Центр — Долина Луари, департамент Ер і Луар. Населення — 830 осіб (2009). З 1 січня 2012 року об'єднався з Блері в новий муніципалітет Блері-Сен-Семфор'ян.
Муніципалітет розташований на відстані близько 60 км на південний захід від Парижа, 70 км на північ від Орлеана, 22 км на схід від Шартра.

## Історія
27 грудня 2011 року до Сен-Семфор'ян-ле-Шато приєднали колишній муніципалітет Блері. 1 січня 2012 року разом з Блері утворив Блері-Сен-Семфор'ян.

## Демографія
Динаміка населення (INSEE ):
Розподіл населення за віком та статтю (2006):
| Стать | Всього | До 15 років | 15-24 | 25-44 | 45-64 | 65-85 | Понад 85 |
| --- | ------ | ----------- | ----- | ----- | ----- | ----- | -------- |
| Чоловіки | 404    | 88          | 48    | 132   | 100   | 36    | 0        |
| Жінки | 420    | 104         | 32    | 124   | 112   | 44    | 4        |
| \| Статево-вікова піраміда \| Статево-вікова піраміда \| Статево-вікова піраміда \| \| ----------------------- \| ----------------------- \| ----------------------- \| \| Чоловіки \| Вік \| Жінки \| \| 0 \| 85 + \| 4 \| \| 4 \| 80-84 \| 8 \| \| 8 \| 75-79 \| 8 \| \| 8 \| 70-74 \| 16 \| \| 16 \| 65-69 \| 12 \| \| 20 \| 60-64 \| 24 \| \| 16 \| 55-59 \| 24 \| \| 36 \| 50-54 \| 24 \| \| 28 \| 45-49 \| 40 \| \| 40 \| 40-44 \| 44 \| \| 24 \| 35-39 \| 24 \| \| 44 \| 30-34 \| 28 \| \| 24 \| 25-29 \| 28 \| \| 28 \| 20-24 \| 4 \| \| 20 \| 15-20 \| 28 \| \| 32 \| 10-14 \| 40 \| \| 44 \| 5-9 \| 32 \| \| 12 \| 0-4 \| 32 \| |        |             |       |       |       |       |          |
| Статево-вікова піраміда |        |             |       |       |       |       |          |
| Чоловіки | Вік    | Жінки       |       |       |       |       |          |
| 0 | 85 +   | 4           |       |       |       |       |          |
| 4 | 80-84  | 8           |       |       |       |       |          |
| 8 | 75-79  | 8           |       |       |       |       |          |
| 8 | 70-74  | 16          |       |       |       |       |          |
| 16 | 65-69  | 12          |       |       |       |       |          |
| 20 | 60-64  | 24          |       |       |       |       |          |
| 16 | 55-59  | 24          |       |       |       |       |          |
| 36 | 50-54  | 24          |       |       |       |       |          |
| 28 | 45-49  | 40          |       |       |       |       |          |
| 40 | 40-44  | 44          |       |       |       |       |          |
| 24 | 35-39  | 24          |       |       |       |       |          |
| 44 | 30-34  | 28          |       |       |       |       |          |
| 24 | 25-29  | 28          |       |       |       |       |          |
| 28 | 20-24  | 4           |       |       |       |       |          |
| 20 | 15-20  | 28          |       |       |       |       |          |
| 32 | 10-14  | 40          |       |       |       |       |          |
| 44 | 5-9    | 32          |       |       |       |       |          |
| 12 | 0-4    | 32          |       |       |       |       |          |

## Економіка
У 2007 році серед 573 осіб у працездатному віці (15-64 років) 455 були активні, 118 — неактивні (показник активності 79,4%, у 1999 році було 76,7%). З 455 активних працювали 434 особи (226 чоловіків та 208 жінок), безробітних було 21 (12 чоловіків та 9 жінок). Серед 118 неактивних 53 особи були учнями чи студентами, 41 — пенсіонером, 24 були неактивними з інших причин.
У 2008 році у муніципалітеті числилось 304 оподатковані домогосподарства у яких проживало 875 осіб, медіана доходів виносила 24 510 євро на одного особоспоживача.